# Wasserlosen
Wasserlosen là một đô thị tại Schweinfurt district, Bayern, Đức.